# Банкова система
Банковата система е съвкупността от различните видове национални банкови и кредитни учреждения, действащи в рамките на общ парично-кредитен механизъм.
Банковата система включва централната банка и комерсиалните (търговски банки), както и други допустими по силата на банковото право кредитно-разплащателни учреждения като субекти на банковото право.